# Spiesia dasypoda
Spiesia dasypoda là một loài thực vật có hoa trong họ Đậu. Loài này được (Ruprecht ex Boiss.) Kuntze miêu tả khoa học đầu tiên năm 1891.